# Université d'État de Californie à Long Beach
L'université d'État de Californie à Long Beach, (aussi connue sous les noms de Long Beach State, Cal State Long Beach, CSULB, LBSU ou The Beach), est une université faisant partie du système de l'université d'État de Californie, qui est située à Long Beach.
En NCAA, les 49ers de Long Beach State défendent les couleurs de l'université.

## Personnalités liées à l'université

### Étudiants
- Betye Saar, artiste afro-américaine